# اسماعیل اکوع
اسماعیل بن علی اکوع (۳ ژانویه ۱۹۲۰، ذمار – ۲۱ اکتبر ۲۰۰۸، صنعا) نویسنده، تاریخ‌نگار و سیاست‌مدار یمنی بود.

## زندگی و پیشه‌وری
۳ ژانویه ۱۹۲۰/ ۱۱ جمادی‌الثانی ۱۳۳۸ق در ذمار زاده شد و همان‌جا و در اب تحصیل نمود. سپس به مصر کوچید و به کارهای سیاسی پرداخت. در ۱۹۶۰ به یمن بازگشت. دبیر کمیسیون یمن در مسکو، رایزن فرهنگی یمن در قاهره و سپس وزیر اطلاعات به مدت یک سال (۱۹۶۸–۱۹۶۹) انتخاب شد.

اکوع سیاست را رها کرد و ادارهٔ کل آثار و ناشران را در سال ۱۹۶۹ تأسیس نمود و تا ۱۹۹۰ رئیس آن بود. او عضو فرهنگستان زبان عربی در دمشق و امان، فرهنگستان علمی عراق و هند، و عضو بنیاد آل البیت در اردن شد. اکوع در ۲۱ اکتبر ۲۰۰۸م /۲۰ شوال ۱۴۲۹ق در صنعا درگذشت و همان‌جا دفن شد.

کتابخانهٔ شخصی او بنا به وصیتش، به دانشگاه صنعا منقل شد.

## آثار
- علم و عقل‌گریزی در یمن: (هجر العلم و معاقله فی الیمن) در پنج جلد.
- ضرب‌المثل‌های یمنی
- مدرسه‌های اسلامی در یمن
- سرزمین‌های یمنی نزد یاقوت حموی